# Marionnettiste (album)
Pour les articles homonymes, voir Marionnettiste (homonymie).
Albums de Pierre Bachelet
Découvrir l'Amérique En l'an 2001
Marionnettiste est le 5e album studio, de Pierre Bachelet. L'album est sorti en 1985 chez AVREP (RCA), en même temps que l'album En l'an 2001. Ces deux albums ont également été commercialisés ensemble comme double album éponyme, Bachelet.

## Liste des titres
| No | Titre              | Paroles          | Musique         | Durée |
| -- | ------------------ | ---------------- | --------------- | ----- |
| 1. | Vivre              | Jean-Pierre Lang | Pierre Bachelet | 4:02  |
| 2. | Le No Man's Land   | Jean-Pierre Lang | Pierre Bachelet | 4:42  |
| 3. | Mais chez elle     | Jean-Pierre Lang | Pierre Bachelet | 4:59  |
| 4. | Cœur de goéland    | Jean-Pierre Lang | Pierre Bachelet | 4:02  |
| 5. | Marionnettiste     | Jean-Pierre Lang | Pierre Bachelet | 4:52  |
| 6. | Les Petites Gens   | Jean-Pierre Lang | Pierre Bachelet | 4:25  |
| 7. | La Fille solitaire | Jean-Pierre Lang | Pierre Bachelet | 4:00  |
| 8. | Mais j'espère      | Jean-Pierre Lang | Pierre Bachelet | 3:38  |

## Single extrait de l'album
- Marionnettiste / Cœur de goéland